# Coppa Bernocchi 1930
La Coppa Bernocchi 1930, dodicesima edizione della corsa, si svolse il 3 agosto 1930 su un percorso di 214 km con partenza e arrivo a Legnano. Fu vinta dall'italiano Eugenio Gestri, che completò il percorso in 6h45'00" precedendo per distacco i connazionali Aldo Canazza e Fabio Battesini. Conclusero la prova 22 dei 39 ciclisti al via.
Organizzata dall'Unione Sportiva Legnanese, era riservata a ciclisti di seconda e terza categoria (professionisti Iuniors e indipendenti).

## Percorso
Dopo il consueto via da Legnano, nella prima parte di gara si transitò nell'ordine da Gallarate, Sesto Calende, Arona, Stresa, Baveno, Gravellona Toce, Omegna, Nonio, Alzo, Gozzano, Borgomanero, Gattico, con rientro a Sesto Calende. Da questa località ebbe inizio la seconda parte di gara, con passaggio da Angera, Besozzo, Gavirate, Casciago, Brinzio, Rancio, bivio per Molino d'Anna, Grantola, Cunardo, Ghirla, Ganna, Varese e Gallarate, e traguardo finale a Legnano dopo 214 km.

## Ordine d'arrivo (Top 11)
| Pos. | Corridore          | Squadra   | Tempo    |
| ---- | ------------------ | --------- | -------- |
| 1    | Eugenio Gestri     | -         | 6h45'00" |
| 2    | Aldo Canazza       | N. Biondo | a 3'30"  |
| 3    | Fabio Battesini    | Maino     | s.t.     |
| 4    | Albino Binda       | Legnano   | s.t.     |
| 5    | Ambrogio Morelli   | Gloria    | s.t.     |
| 6    | Carlo Romanatti    | -         | s.t.     |
| 7    | Alfredo Carniselli | -         | s.t.     |
| 7    | Mario Lavazza      | -         | s.t.     |
| 7    | Guglielmo Marin    | -         | s.t.     |
| 7    | Michele Orecchia   | Gloria    | s.t.     |
| 7    | Riccardo Proserpio | -         | s.t.     |